# EROTICA SEVEN
《EROTICA SEVEN》，是日本樂團南方之星的第32張單曲。1993年7月21日發行。是南方之星迄今銷量第二高的單曲。

## 簡介
和另一首單曲《美麗的鳥兒 (NO NO BIRDY)》同時發行，當時樂團成員關口和之正在休養中，所以樂團中只有五人參與製作。
《EROTICA SEVEN》是同年由奥山佳惠、深津繪里、常盤貴子主演的富士電視台熱門電視劇《惡魔之吻》的主題曲。歌詞含有色情內容是桑田佳祐所謂的「工口三部曲」的第二彈（另外兩首是《SHULABA★LA★BAMBA》和《MANPY的G★SPOT》）。PV中樂團五人身穿吸血鬼服裝，黑白的歷史影像片段和樂團五人的場面不斷快速切換。
副歌《九月的風》由大森隆志作曲，表達他對已逝的母親的思念。
這張單曲是南方之星銷量第二高的單曲作品。總出貨量達188萬張，銷量高達174.3萬張，是日本歷代單曲銷量第43位。 在當時是南方之星銷量最高的單曲，直至2000年才被《TSUNAMI》超越。

## 收錄曲目
1. EROTICA SEVEN（エロティカ・セブン）
作詞、作曲：桑田佳祐；編曲：南方之星；編曲補：片山敦夫
富士系電視劇《惡魔之吻》主題曲
2. 九月的風（9月の風）
作曲：大森隆志；編曲：南方之星；編曲補：片山敦夫

## 翻唱作品
- 香港歌手黎明粤语版月亮下求你一吻（1995年，2016年再翻唱）

## 外部連結
- （日語）唱片介紹（南方之星官網）（页面存档备份，存于）